# Швицгебель, Жорж
Жорж Швицгебель (фр. Georges Schwizgebel, 28 сентября 1944, Реконвилье, кантон Берн, Швейцария) — швейцарский мультипликатор и художник, сценарист, продюсер, дизайнер.

## Биография
Родился 28 сентября 1944 года в Реконвилье (кантон Берн) во франкоязычной части Швейцарии. Под влиянием родителей увлёкся живописью. Обучался с 1960 по 1965 на графическом факультете l'École des Beaux-Arts и в l'École des Arts-Décoratifs в Женеве. Жорж Швицгебель открыл для себя мир анимации на фестивале в Анси. Десять лет продолжал заниматься графикой, прежде чем анимация стала его главной профессией.
Создал в 1971 году анимационную Studio GDS совместно с Claude Luyet и Daniel Suter, где он был продюсером и режиссёром анимационных фильмов, производя рекламные мультфильмы на заказ и художественную анимацию по собственной инициативе. Ретроспективы его фильмов были представлены в Нюрнберге, Штутгарте, Токио, Осаке, Париже и Нью-Йорке. Жорж Швицгебель получил Prix du cinéma suisse в 2002 году за мультфильм «La Jeune Fille et les Nuages». Его сын, пианист Louis Schwizgebel-Wang, появляется в качестве композитора и исполнителя музыкальных произведений в некоторых его фильмах.
После двух лет изучения китайского языка и культуры в Женевском университете Жорж Швицгебель провел 1983 год в Университете Фудань в Шанхае для стажировки.
Его анимационный фильм «Человек без тени» по Адельберту фон Шамиссо (2004) завоевал большое количество наград на международных и национальных фестивалях. Фильм «78 Tours» вошел в число ста лучших анимационных фильмов XX века (1906—2006).
Аниматор живёт и работает в Женеве. Охотно делится опытом создания мультфильмов на мастер-классах. Кроме анимации, Жорж Швицгебель работает над театральными декорациями, дизайном интерьера. Его картины выставляются на международных выставках.
В Москве и Санкт-Петербурге в 2013 году прошла большая ретроспектива мультфильмов режиссёра. Режиссёр дал мастер-класс и провёл встречу со зрителями.

## Особенности творчества
В своей работе Жорж Швицгебель использует акрил, карандаш, гуашь и пастель. Часто краски наносит на стекло. Важная тема его творчества — движение, режиссёр хорошо разбирается в классической музыке и точно подбирает музыкальный фон. В его фильмах нет диалогов.
Жорж Швицгебель работает без компьютерной техники, чаще всего в одиночку. Иногда создаёт рисунки, которые ему нужны для шестиминутного фильма, до четырёх лет. В основе

«фильмов Жоржа стоят буквально математические расчеты. В основе — ритм человеческого дыхания, один цикл — 4 секунды: две на вдох, две на выдох, что означает 96 кадров, поскольку в секунде их 24. Движение фильма строится на следовании этому ритму или на отклонении от него: лошадь прыгает через барьер на 16 кадров, волейбольное поле крутится вокруг своей оси на 32… и так, попав в дыхание зрителя, Швицгебель то ускоряет его, то замедляет, вызывая легкое головокружение».— Мария Терещенко. Швейцарская анимация

## Избранная фильмография
| Год  | Фильм                          | Название на французском языке | Награды |
| ---- | ------------------------------ | ----------------------------- | --- |
| 1974 | Полет Икара                    | Le Vol D’Icare                | |
| 1975 | Ракурсы                        | Perspectives                  | |
| 1977 | Вне игры                       | Hors-jeu                      | |
| 1982 | Очарованность Франка Н. Штейна | Ravissement de Frank N Stein  | Приз Berlinale-1982 |
| 1985 | 78 оборотов                    | 78 Tours                      | |
| 1989 | Сюжет картины                  | Le Sujet Du Tableau           | |
| 1992 | Дорога в никуда                | La course à l’abîme           | |
| 1995 | Год оленя                      | L’année du daim               | Первый приз международного фестиваля анимационных фильмов в Загребе и Гран-при международного фестиваля анимационных фильмов «Cinanima» в Эспино в 1996 году |
| 1996 | Зиг-Заг                        | Zig zag                       | |
| 1998 | Фуга                           | Fugue                         | Победитель международных фестивалей анимационных фильмов в Оттаве и Загребе в 2000 году                                                                      |
| 2000 | Девушка и облака               | Les Jeune Fille Et Les Nuages | Победитель международного фестиваля анимационных фильмов в Загребе в 2002 году                                                                               |
| 2004 | Человек без тени               | Homme sans ombre              | Специальный Приз Жюри фестивалей в Каннах, Хиросиме, Вальядолиде и Загребе в 2004 году                                                                       |
| 2011 | Игра                           | Jeu                           | |

## Интересные факты
- Жорж Швицгебель использует в своей работе камеру Митчелла, созданную в 1920-е годы, которая, возможно, принадлежала Чарли Чаплину[11].